# Kosinusni izrek
Kósinusni izrèk v ravninski trigonometriji nam omogoča, da v trikotniku, kjer poznamo dolžini dveh stranic in velikost kota med njima, izračunamo tretjo stranico. Nalogo lahko tudi obrnemo in pri danih treh stranicah trikotnika poiščemo kateregakoli izmed kotov. Ime je dobil po kotni funkciji kosinus, ki se pojavi v enačbi.
Za trikotnik na desni sliki tako veljajo naslednje zveze:
{\displaystyle a^{2}=b^{2}+c^{2}-2bc\cos \alpha \;\,,}
{\displaystyle b^{2}=a^{2}+c^{2}-2ac\cos \beta \;\,,}
{\displaystyle c^{2}=a^{2}+b^{2}-2ab\cos \gamma \;\,.}
Če je kateri izmed kotov pravi (torej meri 90° oz. π/2
radianov), je njegov kosinus enak 0, tedaj se kosinusni izrek poenostavi v Pitagorov izrek.

## Dokaz
En najenostavnejših dokazov je z vektorji in skalarnim produktom.
V poljubnem trikotniku ABC definiramo vektorje:
{\displaystyle {\overrightarrow {a}}={\overrightarrow {CB}},{\overrightarrow {b}}={\overrightarrow {CA}},{\overrightarrow {c}}={\overrightarrow {AB}}}
Za njih velja enakost: 
{\displaystyle {\overrightarrow {a}}-{\overrightarrow {b}}={\overrightarrow {c}}}
Nato enakost skalarno kvadriramo in namesto dolžin vektorjev pišemo kar stranice:
{\displaystyle ({\overrightarrow {a}}-{\overrightarrow {b}})^{2}={\overrightarrow {c}}^{2}}
{\displaystyle |{\overrightarrow {a}}|^{2}+|{\overrightarrow {b}}|^{2}-2|{\overrightarrow {a}}|\cdot |{\overrightarrow {b}}|\cdot \cos \gamma =|{\overrightarrow {c}}|^{2}}
{\displaystyle c^{2}=a^{2}+b^{2}-2ab\cdot \cos \gamma }
Dokaza za ostali dve enačbi sta simetrična.